# Stupid Girls
"Stupid Girls" é uma canção de R&B/hip hop gravada pela cantora Pink. Foi escrita por P!nk, Billy Mann, Rosa, Niklas Olovson e Robin Mortensen Lynch, e produzida por MachoPsycho e billymann para  o álbum I'm Not Dead. O single foi lançado nos Estados Unidos em 7 de Fevereiro de 2006 e alcançou a #13 posição na Billboard Hot 100.
A música é uma paródia à superficialidade de alguns modelos da cultura pop. É também uma parodia com meninas mimadas, a letra da música fala sobre meninas que só ligam para a aparência e mais nada, verdadeiras patricinhas.

## Histórico na Billboard Hot 100
O single estreou na tabela Hot 100 da Billboard em 25 de Fevereiro de 2006, na #24 posição, e permaneceu na tabela por 16 semanas, até 10 de Junho de 2006.
| Semana | Data                    | Posição | Ref.   |
| ------ | ----------------------- | ------- | ------ |
| 1      | 25 de Fevereiro de 2006 | 24      | [ 1 ]  |
| 2      | 4 de Março de 2006      | 13      | [ 4 ]  |
| 3      | 11 de Março de 2006     | 17      | [ 5 ]  |
| 4      | 18 de Março de 2006     | 19      | [ 6 ]  |
| 5      | 25 de Março de 2006     | 22      | [ 7 ]  |
| 6      | 1 de Abril de 2006      | 31      | [ 8 ]  |
| 7      | 8 de Abril de 2006      | 27      | [ 9 ]  |
| 8      | 15 de Abril de 2006     | 30      | [ 10 ] |
| 9      | 22 de Abril de 2006     | 15      | [ 11 ] |
| 10     | 29 de Abril de 2006     | 18      | [ 12 ] |
| 11     | 6 de Maio de 2006       | 32      | [ 13 ] |
| 12     | 13 de Maio de 2006      | 44      | [ 14 ] |
| 13     | 20 de Maio de 2006      | 61      | [ 15 ] |
| 14     | 27 de Maio de 2006      | 70      | [ 16 ] |
| 15     | 3 de Junho de 2006      | 66      | [ 17 ] |
| 16     | 10 de Junho de 2006     | 85      | [ 18 ] |